# Костусєв Олексій Олексійович
Олексі́й Олексі́йович Ко́стусєв (нар. 29 червня 1954, Невельськ, Сахалінська область, РРФСР) — український політик. Був міським головою міста Одеси (6 листопада 2010 — 4 листопада 2013). Доктор економічних наук (2004), доцент (1987), член Партії регіонів (з 2005); з 21 червня 2001 року по 16 грудня 2010 року Голова Антимонопольного комітету України; офіційний представник України у Міжурядовій групі експертів з питань конкурентної політики та законодавства ЮНКТАД (з 2002); член Ради з питань співробітництва між Україною та Європейським Союзом (з 2001); член україно-американського Комітету з питань економічного співробітництва (з 2002); україно-французької Комісії з питань економічного співробітництва (з 2002). Автор близько 150 наукових і навчально-методичних робіт, зокрема монографій: «Політика та політологія» (1998), «Конкурентна політика в Україні» (2004) тощо. Батько політика Олексія Гончаренка.
Відомий українофобськими поглядами, переховується від слідства за кордоном.

## Родина
Батько Олексій Олексійович (1928–1983) — капітан 1-го рангу, моряк-прикордонник; мати Віолла Олексіївна (1932) — лікар. Дружина Ірина Василівна (1965) — інженер; син Гончаренко Олексій Олексійович — депутат Верховної Ради України VIII й IX скликань; дочка Віола (нар. 1988) — студентка.

## Освіта
У 1971–1975 роках навчався в Одеському інституті народного господарства, за фахом економіст. 2004 року захистив докторську дисертацію на тему Методологічні засади формування ефективного конкурентного середовища в економіці України (Одеський державний економічний університет).

## Життєпис
Народний депутат України 5-го скликання 04.-10.2006 від Партії регіонів, № 29 в списку. На час виборів: Голова Антимонопольного комітету України. Член Комітету з питань бюджету (07.-10.2006), член фракції Партії регіонів (05.—10.2006). Склав депутатські повноваження 5 жовтня 2006.
Народний депутат України 3-го скликання 03.1998-12.2001 від СПУ-СелПУ, № 20 в списку. На час виборів: президент Благодійного фонду ім. Б. Дерев'янка (м. Одеса). Член фракції Соціалістичної партії і СелПУ («Лівий центр») (з 05.1998), потім (до 12.1999) — член фракції СПУ; член групи «Трудова Україна» (з 12.1999). Голова підкомітету енергетики та енергоощадження Комітету з питань паливно-енергетичного комплексу, ядерної політики та ядерної безпеки (07.1998-02.2000); голова Комітету з питань економічної політики, управління нар. госп., власності та інвестицій (02.2000-12.01). Склав депутатські повноваження 14 грудня 2001. 03.1994 — канд. у нар. деп. України, Жовтневий виборчий округ № 294, Одес. обл., висун. виборцями, 1-й тур — 33.33 %, 1 місце з 11 прет.; 2-й тур — 36.45 %, 2 місце з 2 прет.
08.1975-01.91 — м.н.п., аспір., асистент, ст. викладач, доцент, завідувач кафедри соціально-політ. теорії, Одеський інститут інженерів морського флоту. 1976-77 — строкова військова служба в армії. 01.1991-01.93 — зав. відділу, заступник голови з економічних питань, Київський райвиконком м. Одеси. 01.1993-07.94 — голова, Одес. міський комітет приватизації. Деп. Одес. міськради нар. деп. (1990—1994). Голова Асоціації органів приватизації України (з 1993). Був засновником і лідером Громадянського форуму «Одеса». Був членом політвиконкому партії «Трудова Україна» (з 11.2000). Голова Політ. партії «Союз» (10.2004-11.2005). У грудні 2005 року він покинув «Союз», вступив до Партії регіонів, був обраний у Президію політради ПР. На дострокових парламентських виборах 2007 року став депутатом Верховної Ради України від Партії регіонів. Заступник голови (2002-2004), голова Міждержавної ради з антимонопольної політики країн-учасниць СНД (2004-06). Президент Благодійного фонду ім. Б. Дерев'янка (м. Одеса) (1998). Член Нац. ради з узгодження діяльності загальнодержавних і регіональних органів та місцевого самоврядування (з 12.2000); член Нац. ради з питань адаптації законодавства України до законодавства Європейського Союзу (з 08.2000); голова Міждержавної ради з антимонопольної політики країн-учасниць СНД (з 2004); член Міжвідомчої комісії з питань інформ. політики та інформ. безпеки при Раді нац. безпеки і оборони України (з 2003).
Державний службовець 1-го рангу (вересень 2001). Заслужений економіст України (листопад 2002). Орден «За заслуги» ІІІ (січень 2001), II ст. (травень 2004). Почесна грамота КМ України (червень 2004). Орден Св. Рівноапостольного великого князя Володимира III (04.2001), II ст. (06.2006).
За результатами підрахунку голосів виборців на місцевих виборах в Україні, що відбулися 31 жовтня 2010 року, міським головою Одеси став кандидат від Партії регіонів, глава Антимонопольного комітету України Олексій Костусєв. Про це повідомив голова Одеської міської виборчої комісії Олександр Ахмеров під час засідання Одеського міськвиборчкому.
У 2010 році Костусєв задекларував дохід понад 1,7 мільйона гривень, з отриманих грошей один мільйон значився як «матеріальна допомога». Пізніше мер заявив, що вписав у графу «матеріальна допомога» — спадок від померлого друга. Згодом 31 січня 2011 року Костусєв ініціював зібрання сесії Одеської міської ради де вони прийняли рішення, що Степан Бандера та Роман Шухевич не герої України.
31 жовтня 2013 року Олексій Костусєв написав заяву про складання повноважень міського голови міста Одеси і поспішно покинув країну. За даними НАБУ мешкає у Великій Британії.

## Антиукраїнські погляди

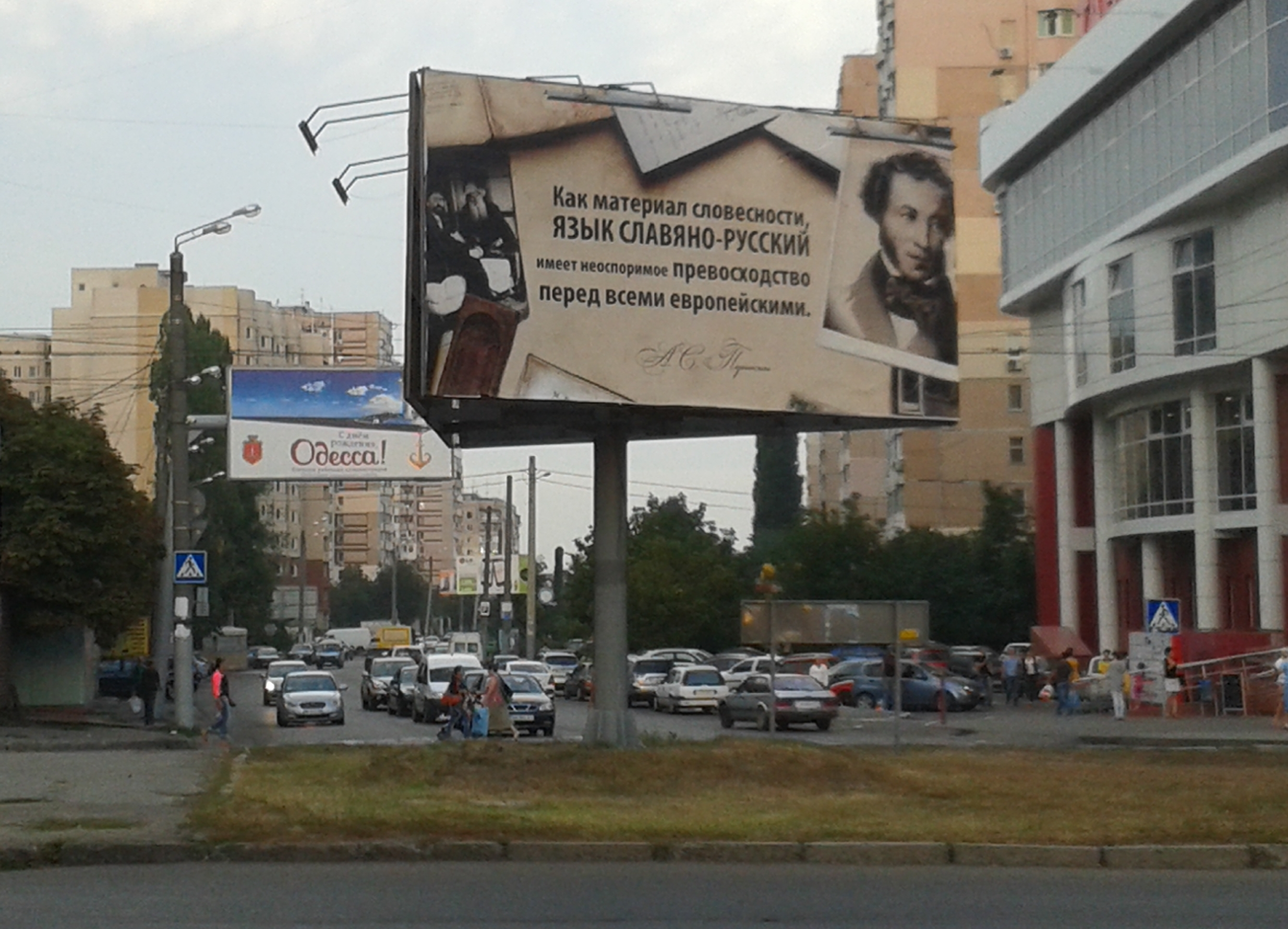
Одеса 2013.
Проросійський плакат

У інтерв'ю радіостанції «Эхо Москвы» 8 червня 2011 року Костуєв заявив, що, на його думку, «будь-який громадянин України, принаймні молодий, повинен знати українську мову», але на ділі Костуєв став одним з найзапекліших борців проти української мови, та став одіозно відомий своїми українофобськими поглядами. Костусєв, окрім іншого, ініціювавши масове закриття україномовних шкіл в Одесі та намагався визнати протиправною постанову Міністерства культури 2006 року про обов'язковий український дубляж в кінопрокаті. Перебуваючи на посаді міського голови міста Одеси, суттєво звузив використання української мови в Одесі.  2011 року на прохання журналістів не зміг процитувати чи назвати бодай один твір Тараса Шевченка.
У 2011 році інформаційна агенція УНІАН оприлюднила список топ-5 найодіозніших українофобів часів Незалежності згідно з думкою їх експертів, куди потрапив і Костусєв; Юрій Андрухович включив до цієї п'ятірки Костусєва за те, що «космополітичне місто [Одесу] перетворює на російську глушину». Згодом у 2011 році видання «Український тиждень» включило Костусєва у топ-10 найбільших українофобів світу.

### Спроби скасувати український дубляж
Був одним з активних противників впровадження українського дубляжу в кінопрокат України. 2010 року Костусєв із Вадимом Колесніченком, Дмитром Табачником, Володимиром Семиноженком та Іриною Бережною лобіював інтереси російських дистриб'юторів, що прагнули повернути російський дубляж в Україні й скасувати обов'язковий український дубляж для українського кінопрокату.

## Розслідування

### Справа «одеського аеропорту»
11 жовтня 2023 року Костусєва оголосили в розшук у рамках справи № 52023000000000172 щодо заволодіння майном летовища Одеси. За даними слідства, 2011 року два відомі одеські бізнесмени організували схему заволодіння майном аеропорту. Для цього зареєстрували ТОВ, яке мало заснувати спільне товариство з Одеською міською радою, з розподілом часток 75 % і 25 % відповідно. 
Метою було отримати у власність майновий комплекс аеропорту вартістю 118 млн грн. Згоду депутатів міськради забезпечив тодішній одеський міський голова Костусєв, розповівши про нібито плани співзасновника інвестувати в розвиток аеропорту. Крім того, він вчинив службове підроблення, яке надавало підконтрольній фірмі право утворювати спільне з міськрадою товариство без проведення конкурсу.
11 грудня 2023 року, за повідомленням видання Думська, Вищий антикорупційний суд України (ВАКС) заочно обрав запобіжний захід Олексію Костусєву, який підозрюється в участі у схемі з незаконного заволодіння аеропортом «Одеса». У САП повідомили, що суд заочно ухвалив ув'язнити Костусєва до СІЗО. Усім учасникам злочинної групи повідомили про підозру за ч. 5 ст. 191 КК України (Привласнення майна в особливо великих розмірах). Крім того, двох бізнесменів також підозрюють у створенні злочинної групи за ч. 3 ст. 27 КК України, а колишнього міського голову міста Одеси Костусєва — за ч. 2 ст. 366 КК України (Службове підроблення).